# Laura Pigossi
Laura Pigossi (ur. 2 sierpnia 1994 w São Paulo) – brazylijska tenisistka, brązowa medalistka igrzysk olimpijskich z Tokio (2020) w grze podwójnej, medalistka igrzysk Ameryki Południowej, reprezentantka kraju w rozgrywkach Pucharu Federacji.

## Kariera tenisowa
W karierze zwyciężyła w dziesięciu singlowych i czterdziestu trzech deblowych turniejach rangi ITF. 29 sierpnia 2022 roku zajmowała najwyższe miejsce w rankingu singlowym WTA Tour – 100. pozycję. 7 kwietnia 2025 osiągnęła najwyższą lokatę w rankingu deblowym – 109. miejsce.
Wspólnie z Luisą Stefani zdobyła brązowy medal igrzysk olimpijskich w Tokio (2020) w deblu. Mecz o udział w finale przegrały z parą Belinda Bencic–Viktorija Golubic, natomiast pojedynek o medal brązowy wygrały 4:6, 6:4, 11–9 z Wieroniką Kudiermietową i Jeleną Wiesniną.
W 2022 roku osiągnęła pierwszy finał zawodów singlowych cyklu WTA Tour – w meczu mistrzowskim w Bogocie przegrała 3:6, 6:4, 2:6 z Tatjaną Marią.

## Finały turniejów WTA
| Legenda                   | Legenda |
| ------------------------- | ------- |
| Wielki Szlem              |         |
| Igrzyska olimpijskie      |         |
| WTA Tour Championships    |         |
| od 2021                   |         |
| WTA 1000 (obowiązkowe)    |         |
| WTA 1000 (nieobowiązkowe) |         |
| WTA 500                   |         |
| WTA 250                   |         |
| WTA 125                   |         |

### Gra pojedyncza 1 (0–1)
| Końcowy wynik | Nr | Data             | Turniej | Nawierzchnia | Przeciwniczka | Wynik finału  |
| ------------- | -- | ---------------- | ------- | ------------ | ------------- | ------------- |
| Finalistka    | 1. | 10 kwietnia 2022 | Bogota  | Ceglana      | Tatjana Maria | 3:6, 6:4, 2:6 |

## Finały turniejów WTA 125

### Gra pojedyncza 1 (1–0)
| Końcowy wynik | Nr | Data           | Turniej      | Nawierzchnia | Przeciwniczka       | Wynik finału |
| ------------- | -- | -------------- | ------------ | ------------ | ------------------- | ------------ |
| Zwyciężczyni  | 1. | 3 grudnia 2023 | Buenos Aires | Ceglana      | María Lourdes Carlé | 6:3, 6:2     |

### Gra podwójna 3 (1–2)
| Końcowy wynik | Nr | Data           | Turniej         | Nawierzchnia | Partnerka       | Przeciwniczki                          | Wynik finału   |
| ------------- | -- | -------------- | --------------- | ------------ | --------------- | -------------------------------------- | -------------- |
| Finalistka    | 1. | 31 marca 2024  | San Luis Potosí | Ceglana      | Katarzyna Piter | Anna Bondár Tamara Zidanšek            | walkower       |
| Finalistka    | 2. | 1 grudnia 2024 | Buenos Aires    | Ceglana      | Majar Szarif    | Maja Chwalińska Katarzyna Kawa         | 4:6, 6:3, 7–10 |
| Zwyciężczyni  | 1. | 7 grudnia 2024 | Florianópolis   | Ceglana      | Maja Chwalińska | Nicole Fossa Huergo Wałerija Strachowa | 7:6(3), 6:3    |

## Wygrane turnieje rangi ITF
| turnieje z pulą nagród 100 000 $   |
| turnieje z pulą nagród 75/80 000 $ |
| turnieje z pulą nagród 50/60 000 $ |
| turnieje z pulą nagród 25 000 $    |
| turnieje z pulą nagród 15 000 $    |
| turnieje z pulą nagród 10 000 $    |

### Gra pojedyncza
|     | Data       | Turniej               | Naw.    | Przeciwniczka        | Wynik            |
| 1.  | 15/09/2012 | São José dos Campos   | Ceglana | Maria Fernanda Alves | 6:2, 0:6, 7:5    |
| 2.  | 08/06/2014 | Campos do Jordão      | Twarda  | Victoria Bosio       | 4:6, 6:1, 7:6(2) |
| 3.  | 29/11/2015 | Pereira               | Ceglana | Victoria Bosio       | 5:7, 6:0, 6:2    |
| 4.  | 27/03/2016 | São José do Rio Preto | Ceglana | Fernanda Brito       | 6:1, 7:5         |
| 5.  | 14/02/2021 | Villena               | Twarda  | Jekatierina Jaszyna  | 3:6, 6:0, 6:4    |
| 6.  | 14/03/2021 | Pune                  | Twarda  | Marianna Zakarlyuk   | 6:0, 3:6, 7:6(5) |
| 7.  | 31/10/2021 | Guayaquil             | Ceglana | Katharina Gerlach    | 6:0, 6:2         |
| 8.  | 06/08/2023 | Feira de Santana      | Twarda  | Jana Kolodynska      | 6:1, 6:4         |
| 9.  | 04/02/2024 | Pretoria              | Twarda  | Hanne Vandewinkel    | 6:2, 4:6, 7:5    |
| 10. | 06/10/2024 | São Paulo             | Ceglana | Beatrice Ricci       | 6:7(3), 6:3, 6:3 |

### Gra podwójna
|     | Data       | Turniej                   | Naw.    | Partnerka                    | Przeciwniczki                                 | Wynik              |
| 1.  | 27/08/2011 | Mogi das Cruzes           | Ceglana | Flávia Dechandt Araújo       | Eduarda Piai Karina Vendittig                 | 7:6(3), 4:6, 12–10 |
| 2.  | 17/09/2011 | São José dos Campos       | Ceglana | Flávia Dechandt Araújo       | María Irigoyen Carla Lucero                   | 3:6, 7:5, 10–8     |
| 3.  | 15/09/2012 | São José dos Campos       | Ceglana | Maria Fernanda Alves         | Paula Feitosa Nathalia Rossi                  | 6:0, 6:3           |
| 4.  | 22/09/2012 | Bogota                    | Ceglana | Yuliana Lizarazo             | Blair Shankle Laura Ucrós                     | 6:2, 6:2           |
| 5.  | 03/08/2013 | São Paulo                 | Ceglana | Carolina Zeballos            | Nathalia Rossi Luisa Stefani                  | 6:3, 6:4           |
| 6.  | 12/10/2013 | Asunción                  | Ceglana | Florencia Molinero           | Vanesa Furlanetto Carolina Zeballos           | 5:7, 6:4, 10–8     |
| 7.  | 01/12/2013 | Monterrey                 | Twarda  | Florencia Molinero           | Indy de Vroome Lenka Wienerová                | 7:5, 7:5           |
| 8.  | 14/12/2013 | Mata de São João          | Ceglana | Paula Cristina Gonçalves     | Montserrat González Carolina Zeballos         | 6:2, 6:2           |
| 9.  | 22/12/2013 | Bertioga                  | Twarda  | Paula Cristina Gonçalves     | Verónica Cepede Royg María Irigoyen           | 2:6, 6:4, 10–7     |
| 10. | 08/06/2014 | Campos do Jordão          | Twarda  | Nathalia Rossi               | Victoria Bosio Ana Clara Duarte               | 6:4, 6:2           |
| 11. | 28/09/2014 | Ciudad Juárez             | Ceglana | Mariana Duque Mariño         | Ioana Loredana Roșca Lenka Wienerová          | 6:1 3:6 10–4       |
| 12. | 26/04/2015 | Guadalajara               | Twarda  | Marcela Zacarías             | Maria Fernanda Alves Renata Zarazúa           | 6:1, 6:2           |
| 13. | 06/09/2015 | Praga                     | Ceglana | Zuzana Luknárová             | Jana Jablonovská Vendula Žovincová            | 6:3, 6:7(4), 10–6  |
| 14. | 03/10/2015 | Santa Fe                  | Ceglana | María Fernanda Álvarez Terán | Catalina Pella Daniela Seguel                 | 2:6, 6:2, 10–3     |
| 15. | 18/10/2015 | São Paulo                 | Ceglana | María Fernanda Álvarez Terán | Melina Ferrero Carla Lucero                   | 6:3, 4:6, 10–5     |
| 16. | 14/11/2015 | Caracas                   | Twarda  | Catalina Pella               | Jaqueline Cristian Aymet Uzcátegui            | 5:7, 6:1, 10–4     |
| 17. | 21/11/2015 | Caracas                   | Twarda  | Catalina Pella               | Julieta Estable Ana Victoria Gobbi Monllau    | 1:1 krecz          |
| 18. | 28/11/2015 | Pereira                   | Ceglana | Jaqueline Cristian           | María Fernanda Herazo Danielle Roldan         | 7:5, 6:3           |
| 19. | 04/06/2016 | Hódmezővásárhely          | Ceglana | Nadia Podoroska              | Irina Bara Lina Ǵorčeska                      | 6:3, 6:0           |
| 20. | 11/06/2016 | Mińsk                     | Ceglana | Ulrikke Eikeri               | Iłona Kremień Iryna Szymanowicz               | 6:2, 6:4           |
| 21. | 30/07/2016 | Campos do Jordão          | Twarda  | Ingrid Gamarra Martins       | Maria Fernanda Alves Luisa Stefani            | 6:3, 3:6, 10–8     |
| 22. | 24/09/2016 | Hua Hin                   | Twarda  | Jana Sizikowa                | Wei Zhanlan Zhao Qianqian                     | 6:3, 2:6, 10–4     |
| 23. | 01/10/2016 | Hua Hin                   | Twarda  | Katarzyna Kawa               | Kamonwan Buayam Lee Pei-chi                   | 7:5, 6:7(4), 10–6  |
| 24. | 04/12/2016 | Castelló de la Plana      | Ceglana | Jessika Ponchet              | Arabela Fernández Rabener Isabelle Wallace    | 6:1, 6:3           |
| 25. | 21/01/2017 | Hammamet                  | Ceglana | María-Teresa Torró-Flor      | Cristina Dinu Jana Sizikowa                   | 6:2, 6:4           |
| 26. | 28/01/2017 | Hammamet                  | Ceglana | Despina Papamichail          | Victoria Muntean Sun Xuliu                    | 6:3, 4:6, 10–5     |
| 27. | 17/03/2018 | Hammamet                  | Ceglana | Oana Gavrilă                 | Melanie Klaffner Oana Georgeta Simion         | 7:5, 6:7(6), 11–9  |
| 28. | 26/03/2018 | Hammamet                  | Ceglana | Montserrat González          | Camilla Scala Izabełła Szinikowa              | 6:2, 6:0           |
| 29. | 04/05/2018 | Tbilisi                   | Twarda  | Tereza Mihalíková            | Swiatłana Pirażenka Erika Vogelsang           | 6:4, 6:1           |
| 30. | 25/05/2018 | Les Franqueses del Vallès | Twarda  | Giuliana Olmos               | Raluca Șerban Pranjala Yadlapalli             | 6:4, 6:4           |
| 31. | 07/07/2018 | Rzym                      | Ceglana | Renata Zarazúa               | Anastasia Grymalska Giorgia Marchetti         | 6:1, 4:6, 13–11    |
| 32. | 28/07/2018 | Porto                     | Ceglana | Montserrat González          | Cristina Bucșa Ramu Ueda                      | 7:5, 6:0           |
| 33. | 16/02/2019 | Szarm el-Szejk            | Twarda  | Anna Morgina                 | Nika Shytkouskaya Anastasija Suchotyna        | 6:2, 6:2           |
| 34. | 30/03/2019 | Campinas                  | Ceglana | Danka Kovinić                | Carolina Alves Gabriela Cé                    | 6:3, 6:2           |
| 35. | 14/10/2019 | Lagos                     | Twarda  | Rutuja Bhosale               | Sandra Samir Prarthana Thombare               | 4:6, 6:4, 10–7     |
| 36. | 19/10/2019 | Lagos                     | Twarda  | Rutuja Bhosale               | Sandra Samir Prarthana Thombare               | 6:3, 6:7(3), 10–6  |
| 37. | 18/01/2020 | Malibu                    | Twarda  | Rosalie van der Hoek         | Astrid Wanja Brune Olsen Anastasia Iamachkine | 6:4, 7:6(4)        |
| 38. | 25/01/2020 | Petit-Bourg               | Twarda  | Rosalie van der Hoek         | Mylène Halemai Manon Léonard                  | 6:2, 6:1           |
| 39. | 18/09/2021 | Medellín                  | Ceglana | María Herazo González        | Rasheeda McAdoo Victoria Rodríguez            | 6:2, 7:5           |
| 40. | 16/10/2021 | Lima                      | Ceglana | María Carlé                  | María Paulina Pérez Jessica Plazas            | 6:1, 6:1           |
| 41. | 13/11/2021 | Aparecida de Goiânia      | Ceglana | Anna Sisková                 | Merel Hoedt Luisa Meyer auf der Heide         | 6:2, 7:6(5)        |

## Występy w igrzyskach olimpijskich

### Gra pojedyncza
| Runda                                                                           | Przeciwniczka              | Wynik         |
| ------------------------------------------------------------------------------- | -------------------------- | ------------- |
|                                                                                 |                            |               |
| Letnie Igrzyska Olimpijskie w Paryżu 2024, reprezentując państwo Brazylia [ITF] |                            |               |
| I runda                                                                         | Ukraina: Dajana Jastremśka | 6:3, 5:7, 0:6 |

### Gra podwójna
| Runda                                                                    | Partnerka     | Przeciwniczki                                                          | Wynik           |
| ------------------------------------------------------------------------ | ------------- | ---------------------------------------------------------------------- | --------------- |
|                                                                          |               |                                                                        |                 |
| Letnie Igrzyska Olimpijskie w Tokio 2020, reprezentując państwo Brazylia |               |                                                                        |                 |
| I runda                                                                  | Luisa Stefani | Kanada: Gabriela Dabrowski / Sharon Fichman [7]                        | 7:6(3), 6:4     |
| II runda                                                                 | Luisa Stefani | Czechy: Karolína Plíšková / Markéta Vondroušová                        | 2:6, 6:4, 13–11 |
| Ćwierćfinał                                                              | Luisa Stefani | Stany Zjednoczone: Bethanie Mattek-Sands / Jessica Pegula [4]          | 1:6, 6:3, 10–6  |
| Półfinał                                                                 | Luisa Stefani | Szwajcaria: Belinda Bencic / Viktorija Golubic                         | 5:7, 3:6        |
| O brązowy medal                                                          | Luisa Stefani | Rosyjski Komitet Olimpijski: Wieronika Kudiermietowa / Jelena Wiesnina | 4:6, 6:4, 11–9  |